# Johnnie Keyes
Johnnie Keyes (21 febbraio 1940 – 3 giugno 2018) è stato un attore pornografico statunitense.

## Biografia
Principalmente noto per la sua partecipazione al film Dietro la porta verde (1972), nel quale ha un rapporto sessuale con Marilyn Chambers. Recitò anche nella serie Swedish Erotica durante gli anni ottanta. In aggiunta al suo lavoro come pornoattore, Keyes recitò anche in dei musical e a teatro; fu inoltre pugile e cantante. Partecipò al documentario After Porn Ends 2 (2017).
Membro delle Hall of Fame AVN e XRCO, è deceduto il 3 giugno 2018 all'età di 78 anni, a causa di un infarto.

## Filmografia
- The New Behind the Green Door, regia di Paul Thomas (1987)
- Blacks and Blondes 54 (1987)
- Dark Passions (1983)
- The Little French Maid, regia di Joseph F. Robertson (1981)
- Aunt Peg's Fulfillment, regia di Anthony Spinelli (1981)
- Candy's Big Black Master (1979) - cortometraggio
- Executive Sweets (1979) - cortometraggio
- Pro-Ball Cheerleaders, regia di Jack Genero (1979)
- Heavenly Desire, regia di Jaacov Jaacovi (1979)
- SexWorld, regia di Anthony Spinelli (1978)
- Femmes de Sade, regia di Alex de Renzy (1976) - non accreditato
- Ebony Lust 2 (1975)
- Sodom and Gomorrah: The Last Seven Days, regia di Artie Mitchell &
Jim Mitchell (1975)
- The Decline and Fall of Lacey Bodine (1975)
- Space Is the Place, regia di John Coney (1974)
- Resurrection of Eve, regia di Jon Fontana & Artie Mitchell (1973)
- Teenage Trouble, regia di Bob Kirk (1973)
- Dietro la porta verde (Behind the Green Door), regia di Artie Mitchell &
Jim Mitchell (1972)